# Дзета-функция Хассе — Вейля
Дзета-функция Хассе-Вейля — аналог дзета-функции Римана, который строится более сложным образом из количества точек многообразия в конечном поле. Это комплексная аналитическая функция, для эллиптических кривых её поведение около точки 1 тесно связано с группой рациональных точек этой эллиптической кривой.

## Дзета-функция Хассе-Вейля как глобальная L-функция
Дзета-функция Хассе-Вейля, присоединенная к алгебраическому многообразию {\displaystyle V}, определённому над полем алгебраических чисел {\displaystyle K}, является одним двух наиболее важных типов L-функций. Такие L-функции называются глобальными, поскольку они определяются как произведение Эйлера локальных дзета-функций. Они образуют один из двух основных классов глобальных L-функций, а другой — L-функции, связанные с автоморфными представлениями. Гипотетически предполагается, что существует только один существенный тип глобальной L-функции с двумя описаниями (одно из них исходит из алгебраического многообразия, другое — из автоморфного представления); это было бы обширным обобщением гипотезы Таниямы-Симуры, самого глубокого и недавнего результата (на 2009-й год) в теории чисел.
Описание дзета-функции Хассе-Вейля с точностью до конечного числа множителей его эйлерового произведения относительно просто. Это получилось из начальных рассмотрений Хассе и Вейля, мотивированными случаем, когда {\displaystyle V} — это единственная точка, а дзета-функция Римана.
Взяв случай {\displaystyle K=\mathbb {Q} } и {\displaystyle V} — неособое проективное многообразие, мы можем для почти всех простых чисел {\displaystyle p} рассмотреть редукцию {\displaystyle V} по модулю {\displaystyle p}, то есть алгебраическое многообразие {\displaystyle V_{p}} над конечным полем {\displaystyle \mathbb {F} _{p}}. Для почти всех {\displaystyle p} {\displaystyle V_{p}} будет неособым. Мы определяем {\displaystyle Z_{V/\mathbb {Q} }(s)}как ряд Дирихле комплексной переменной {\displaystyle s}, который является бесконечным произведением по всем простым числам локальных дзета-функций {\displaystyle \zeta _{V,p}(p^{-s})}. Тогда {\displaystyle Z(s)}, согласно нашему определению, хорошо определено только с точностью до умножения на рациональную функцию от в конечного числа аргументов вида {\displaystyle p^{-s}}.
Так как эта неопределённость относительно безвредна и имеет мероморфное продолжение всюду, то существует смысл, в котором свойства {\displaystyle Z(s)} существенно не зависят от него. В частности, хотя точная форма функционального уравнения для {\displaystyle Z(s)}, определенно будет зависеть от пропущенных множителей, но существование такого функционального уравнения от этих множителей зависеть не будет.
Более четкое определение дзета-функции Хассе-Вейля стало возможным благодаря развитию этальных когомологий; они аккуратно объясняют, что делать с недостающими множителями с плохой редукцией. В соответствии с общими принципами, видимыми в теории ветвления, простые с плохой редукцией несут хорошую информацию (теория кондуктора). Это проявляется в теории эталей в критерий Огга-Нерона-Шафаревича для хорошей редукции, а именно, что в определенном смысле существует хорошая редукция во всех простых числах {\displaystyle p}, для которых представление Галуа {\displaystyle \rho } на этальной когомологии группы {\displaystyle V} является неразветвлённым. Для них определение локальной дзета-функции можно восстановить в терминах характеристического многочлена {\displaystyle \rho (\operatorname {Frob} (p)),} где {\displaystyle \operatorname {Frob} (p)} — эндоморфизм Фробениуса для {\displaystyle p}. Что происходит при разветвленном {\displaystyle p}, так это то, что {\displaystyle \rho } нетривиально в группе инерции {\displaystyle I(p)}. Для таких простых определение должно быть исправлено, взяв наибольшее частное от представления {\displaystyle \rho }, на котором группа инерции действует тривиальным представлением. С этим уточнением определение {\displaystyle Z(s)} может быть успешно модернизировано с почти всех {\displaystyle p} до всех {\displaystyle p}, участвующих в произведении Эйлера. Следствия из функционального уравнения были разработаны Серром и Делинем в конце 1960-х годов; само функциональное уравнение вообще не доказано.

## Пример: эллиптическая кривая над полем рациональных чисел
Пусть {\displaystyle E} — эллиптическая кривая над {\displaystyle \mathbb {Q} } c кондуктором {\displaystyle N}, а {\displaystyle p} — произвольное простое число. Тогда {\displaystyle E} имеет хорошую редукцию при всех {\displaystyle p}, не делящих {\displaystyle N}, имеет мультипликативную редукцию в случае, если {\displaystyle p} делит {\displaystyle N}, но {\displaystyle p^{2}} не делит {\displaystyle N}, и имеет аддитивную редукцию в прочих случаях (то есть если {\displaystyle p^{2}} делит {\displaystyle N}). Тогда дзета-функция Хассе-Вейля от {\displaystyle E} принимает вид
{\displaystyle Z_{E/\mathbb {Q} }(s)={\frac {\zeta (s)\zeta (s-1)}{L(s,E)}}.\,}
Здесь {\displaystyle \zeta (s)} — обычная дзета-функция Римана, а {\displaystyle L(s,E)} называется L — функцией {\displaystyle E/\mathbb {Q} }, которая имеет вид
{\displaystyle L(s,E)=\prod \limits _{p}L_{p}(s,E)^{-1}\,}
где для данного {\displaystyle p},
{\displaystyle L_{p}(s,E)={\begin{cases}(1-a_{p}p^{-s}+p^{1-2s}),&{\text{ если }}p\nmid N\\(1-a_{p}p^{-s}),&{\text{ если }}p\mid N{\text{ и }}p^{2}\nmid N\\1,&{\text{ если }}p^{2}\mid N\end{cases}}}
где, в случае хорошего редукции {\displaystyle a_{p}=p+1-{\text{число точек в }}E{\bmod {p}}}, а в случае мультипликативной редукции {\displaystyle a_{p}=\pm 1} в зависимости от того, разделен ли {\displaystyle E} или нерасщепленной мультипликативной редукцией в {\displaystyle p}.

## Гипотеза Хассе-Вейля
Гипотеза Хассе-Вейля утверждает, что дзета-функция Хассе-Вейля должна аналитически продолжаться на мероморфную функцию на всю комплексную плоскость и должна удовлетворять функциональному уравнению, аналогичному функциональному уравнению для дзета-функции Римана. Для эллиптических кривых над рациональными числами гипотеза Хассе-Вейля следует из теоремы модулярности.